# Prințesa teribil de tristă
Prințesa teribil de tristă (în cehă Šíleně smutná princezna) este un film cehoslovac de comedie, de basm, muzical, din 1968, cu Helena Vondráčková și Václav Neckář⁠(d) în rolurile principale. A fost regizat de Bořivoj Zeman⁠(d). În alte roluri au interpretat actorii Jaroslav Marvan și Josef Kemr. Cântecele din film au fost compuse de Jan Hammer⁠(d).
A fost televizat în Regatul Unit de BBC sub numele The Madly Sad Princess, cu Gary Watson⁠(d) ca narator peste dialogul original în cehă; ca multe astfel de seriale, a fost adus de Peggy Miller⁠(d).

## Rezumat
Prințul Václav pleacă cu tatăl său pentru o logodnă în regatul „vesel” vecin, dar nu vrea deloc să se căsătorească. Tatăl său, regele, a promis că îl va căsători cu prințesa Helena, ca parte a unui acord de pace cu regatul vecin. Prințul Václav, sub pretextul că vrea să se ducă la baie, fuge din trăsura regală și călărește o vacă împrumutată pentru a o vedea singur pe prințesă. El ajunge în secret în grădina castelului prințesei, se urcă într-un copac pentru a vedea mai bine în camerele prințesei, cade într-un iaz și, astfel, o întâlnește fără să vrea pe prințesa Helena.
El este prins de gărzile din castel și întemnițat. Regele apare și minte de dragul regelui vecin, inventând scuze și este rușinat de faptul că prințul a scăpat. El spune că fiul său este bolnav. Treptat se încurcă în minciuni. Dar prințesa se îndrăgostește de prizonierul necunoscut, fără să știe că acesta este prințul Václav, viitorul ei logodnic. 
Pentru a-și anula logodna programată cu un prinț pe care nu-l cunoaște încă, ea se preface tristă și declară că se va căsători doar cu bărbatul care o face să râdă.
Întâmplător, fără ca să știe, prințul Václav reușește s-o facă să râdă. Totuși, identitatea sa este dezvăluită, iar prințesa Helena se simte inițial jignită și dă poruncă ca Václav să fie întemnițat din nou și condamnat oficial la execuție - dar, de fapt, el nu va fi niciodată executat în regatul „vesel”. 
Doi consilieri regali, Y și X, anunță că prințul și prințesa nu se doresc unul pe altul. În cele din urmă, cei doi regi află că prințul Wenceslas este în închisoare și asta înseamnă că va fi război. Doi generali, și anume foștii consilieri X și Y, preiau comanda ambelor armate. Prințul și prințesa se împacă imediat și îi capturează pe cei doi generali în timpul nopții, punând astfel capăt războiului. 
În final, prințul Václav preia controlul asupra ambelor regate și se căsătorește. Generalii și consilierii perfizi X și Y sunt pedepsiți așa cum merită.

## Distribuție
- Helena Vondráčková – prințesa Helena
- Václav Neckář⁠(d) – prințul Václav
- Bohuš Záhorský⁠(d) – regele Dobromysl
- Jaroslav Marvan⁠(d) – regele Jindřich
- Josef Kemr – X
- Darek Vostřel – Y
- František Dibarbora – călău
- Oldřich Dědek⁠(d) – Kokoska
- Stella Zázvorková⁠(d) – Bonă
- Branislav Koreň – Janek

## Producție
O parte din filmările exterioare au fost turnate în Slovacia, în Castelul familiei Pálffy din Bojnice, alte filmări exterioare au avut loc în Blatná.